# Jackowo-Kończanie
Jackowo-Kończanie (biał. Яцкава-Канчане; ros. Яцково-Кончане) – wieś na Białorusi, w obwodzie mińskim, w rejonie wołożyńskim, w sielsowiecie Wołożyn, na skraju Puszczy Nalibockiej.
W dwudziestoleciu międzywojennym leżało w Polsce, w województwie nowogródzkim, w powiecie wołożyńskim. 